# Đồng Văn

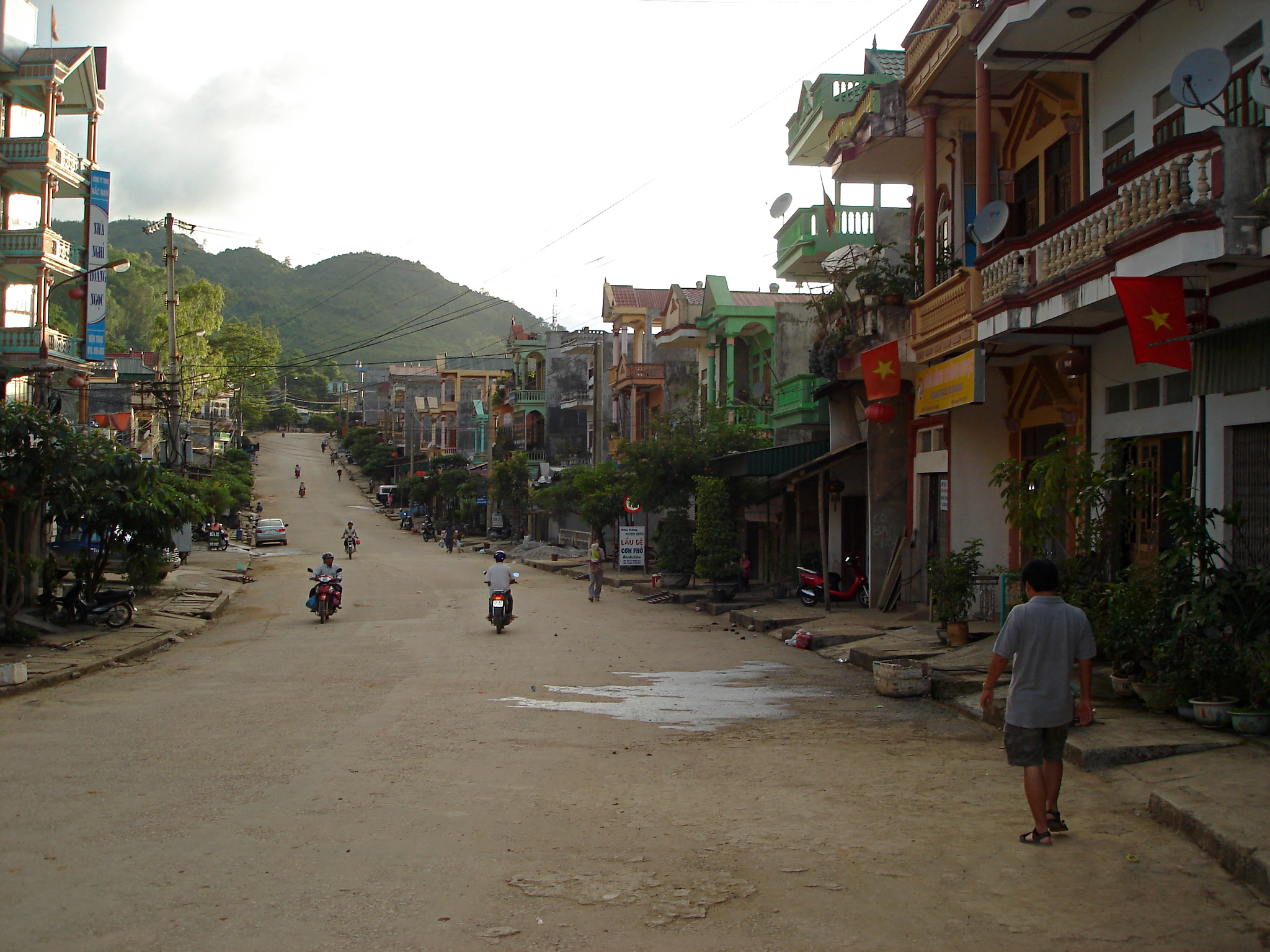
Die Hauptstrasse Đồng Văns

Dong Van ist eine vietnamesische  Ortschaft in der Provinz Hà Giang. Sie liegt in einem annähernd 1100 m hoch gelegenen Tal im äußersten Norden des Landes, nahe der chinesischen Grenze.
Die Ortschaft wurde um 1920 während der französischen Kolonialzeit als Vorposten gegen China begründet. Aus dieser Zeit stammt ein Markthallenkomplex, der den Ortsmittelpunkt bildet und an Markttagen stark frequentiert wird.

## Bevölkerung
Vornehmlich leben in der Region ethnische Minderheiten. Sie machen etwa 90 % der Bevölkerung aus und bestehen vornehmlich aus Weißen Hmong und Red Dao. Auch die Volksgruppe der Tay und der Nung sind vertreten. Seltener werden die Volksgruppen der Giay und der Lo Lo angetroffen.
15 km südlich von Dong Van liegt das kleine Dorf Sa Phin. Auffallend ist hier ein verhältnismäßig großer festungsartiger Gebäudekomplex. Er wird von einem 2 Meter hohen und knapp 40 cm dicken Steinwall umgeben. Das Anwesen war die Residenz eines mächtigen Hmong-Fürsten. Die Hmong hatten eine vom Lehnherrn abhängige, feudalistische Gesellschaftsstruktur.
Eindrucksvoll sind die überregional bekannten sonntäglichen Minoritätenmärkte der unweit voneinander liegenden Ortschaften Dong Vans und Mèo Vạcs.
In und um Đồng Văn, wie Mèo Vạc finden sich noch gelegentlich Überbleibsel der chinesischen Tai-Kadai-Sprache, Quabiao (qa°biau). Die genaue Bedeutung dieses Namens ist nicht bekannt. Es handelt sich um eine Sprache, die von wenigen Personen (300 bis 400) in Vietnam und ebenso vielen im grenznahen Bereich Chinas in der Provinz Yunnan gesprochen wird.

## Landschaft
Die Landschaft um Dong Van gehört zu den attraktiven Vietnams. Übergangslos wechseln dichte Regen- mit lichten Kiefern- und Zedernwäldern ab Subtropische Täler mit Nutzpflanzen wie Bananen und Palmen kontrastieren mit karstigen Steinlandschaften, denen die Bauern mühsam Trockenreis und Viehmais abgewinnen. Die Hügel ragen wie „Zuckerhüte“ auf.
Während an den felsigen Hängen fast ausschließlich Mais angebaut wird, gibt es in den Hochtälern Reisterrassen.

## Tourismus
Die Bereisung der Regionen nördlich von Hà Giang bedarf eines Permits (polizeiliche Durchreisegenehmigung). Diese erhält man für 10–25 US-Dollar (je nach Wochentag) in den örtlichen Hotels und Polizeistationen (Stand: 2009). Beliebt sind Motorradtouren durch die vietnamesische Berglandschaft, wobei eine Etappe von Đồng Văn nach Mèo Vạc als besonders reizvoll gilt. Eigenregierte Fußwanderungen außerhalb befestigter Wege sind nicht gestattet. Đồng Văn verfügt allerdings um ein ausgebautes Wegenetz. Nördlich von Đồng Văn liegt ein Aussichtsturm auf knapp 1500 Meter Höhe, der den nördlichsten Punkt Vietnams markiert.

## Globales Netzwerk der UNESCO-Geoparks
Seit 2010 gehört das Karstplateau Đồng Văn zu den Mitgliedsregionen des Regionalentwicklungskonzepts der UNESCO.

## Bilder

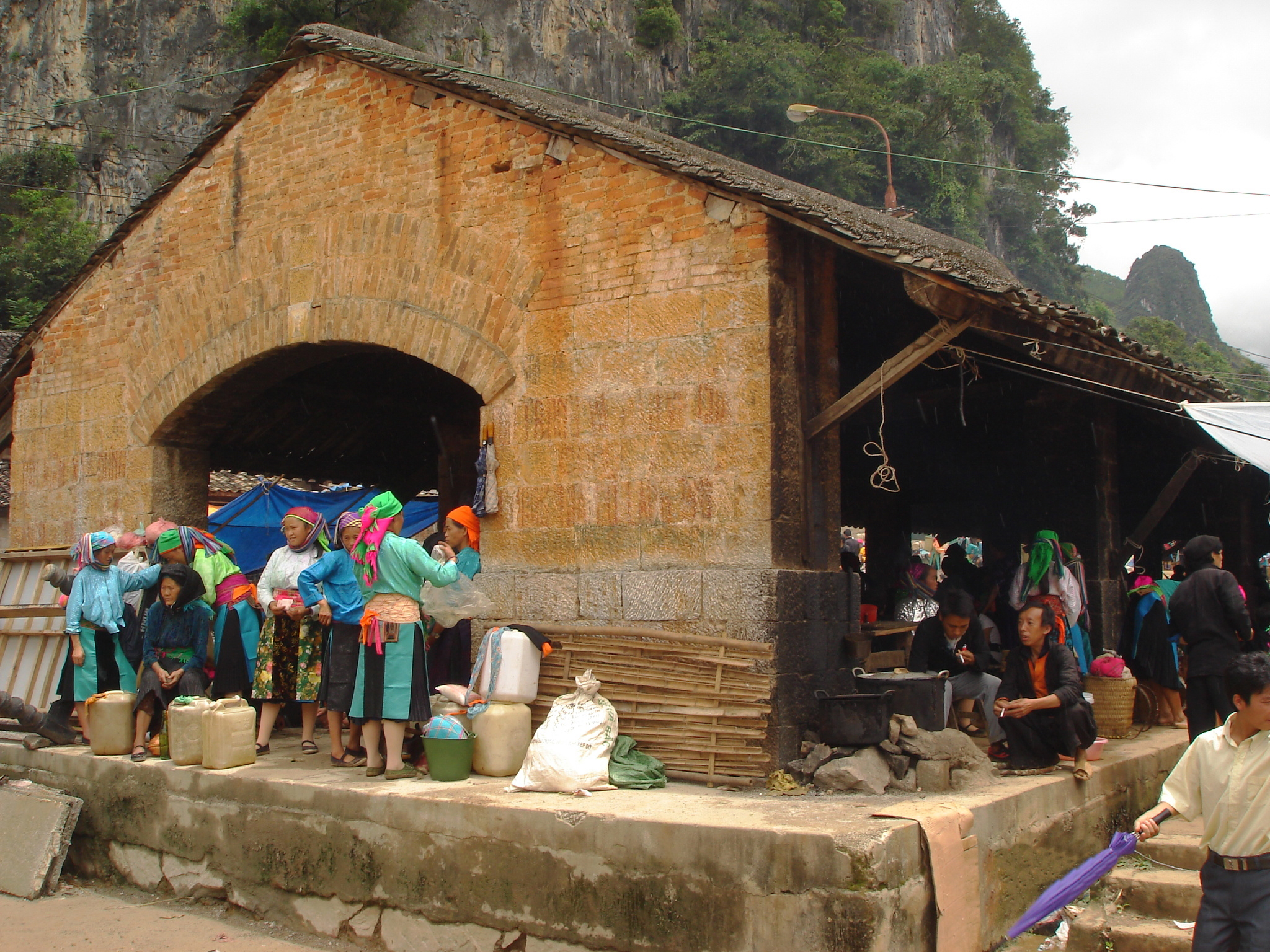
Ein Marktgebäude in Dong Van
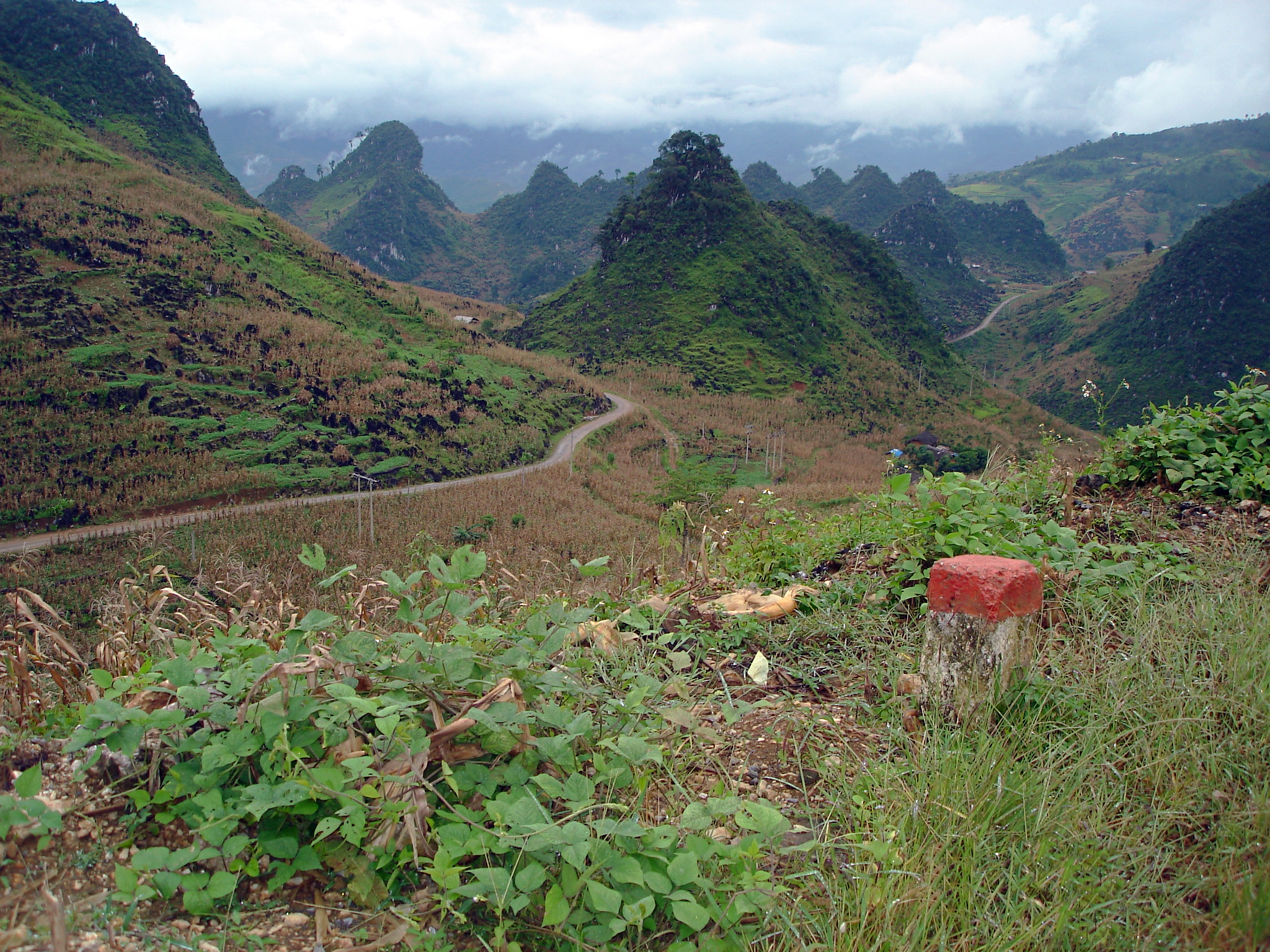
Filigrane Berglandschaft
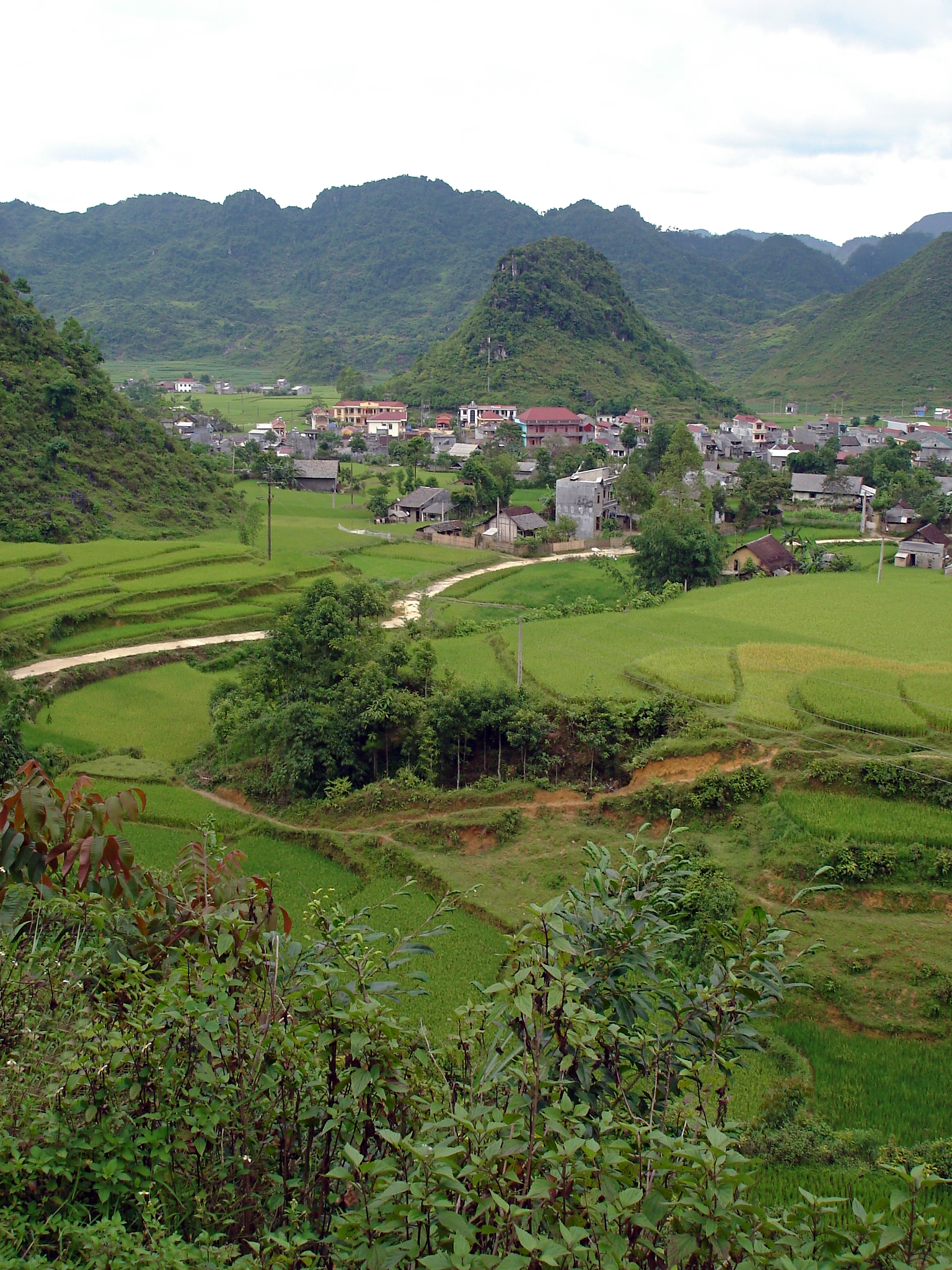
Typisches Hochtal
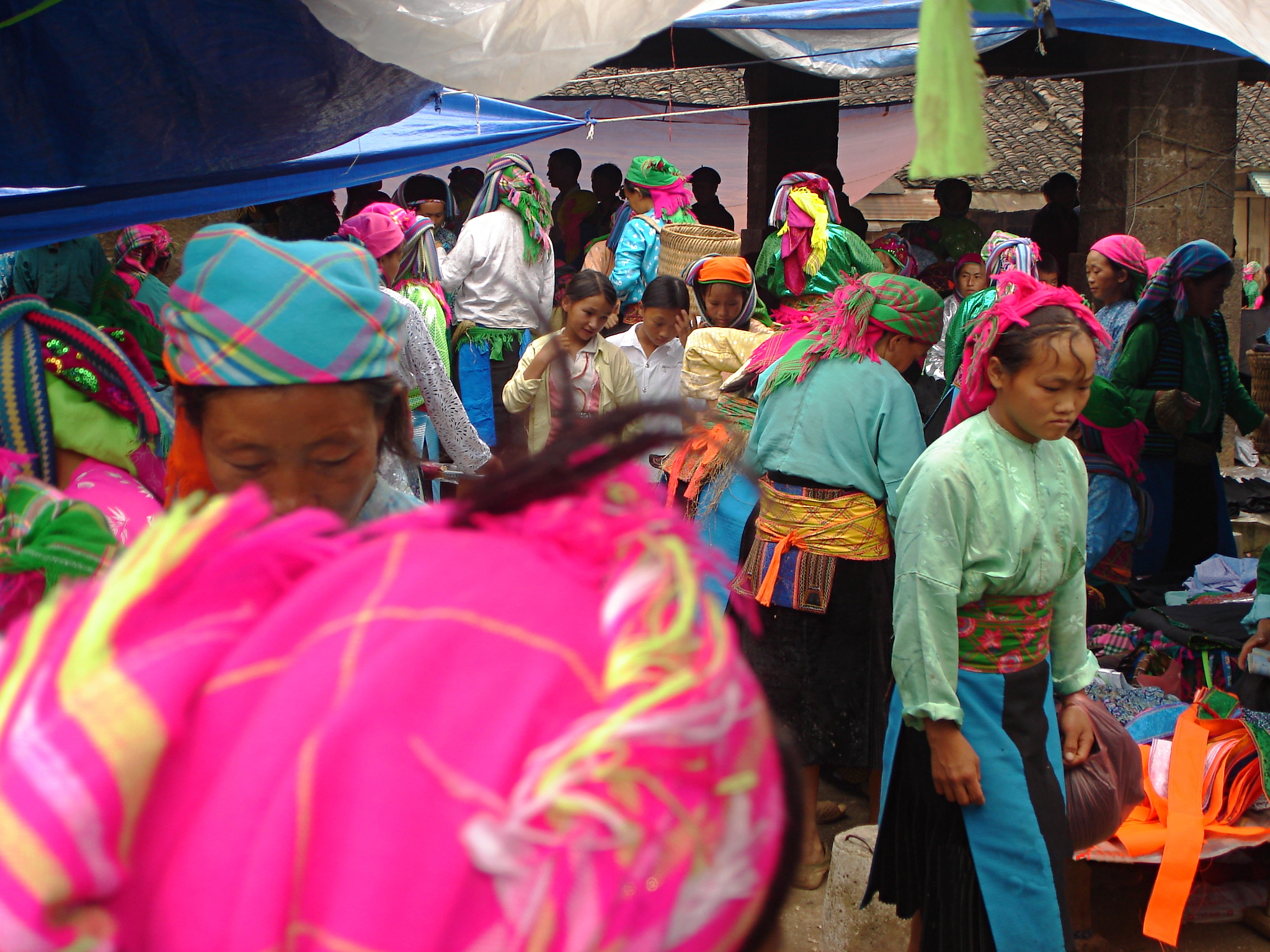
Vertreter der ethnischen Minderheiten in typischen Trachten
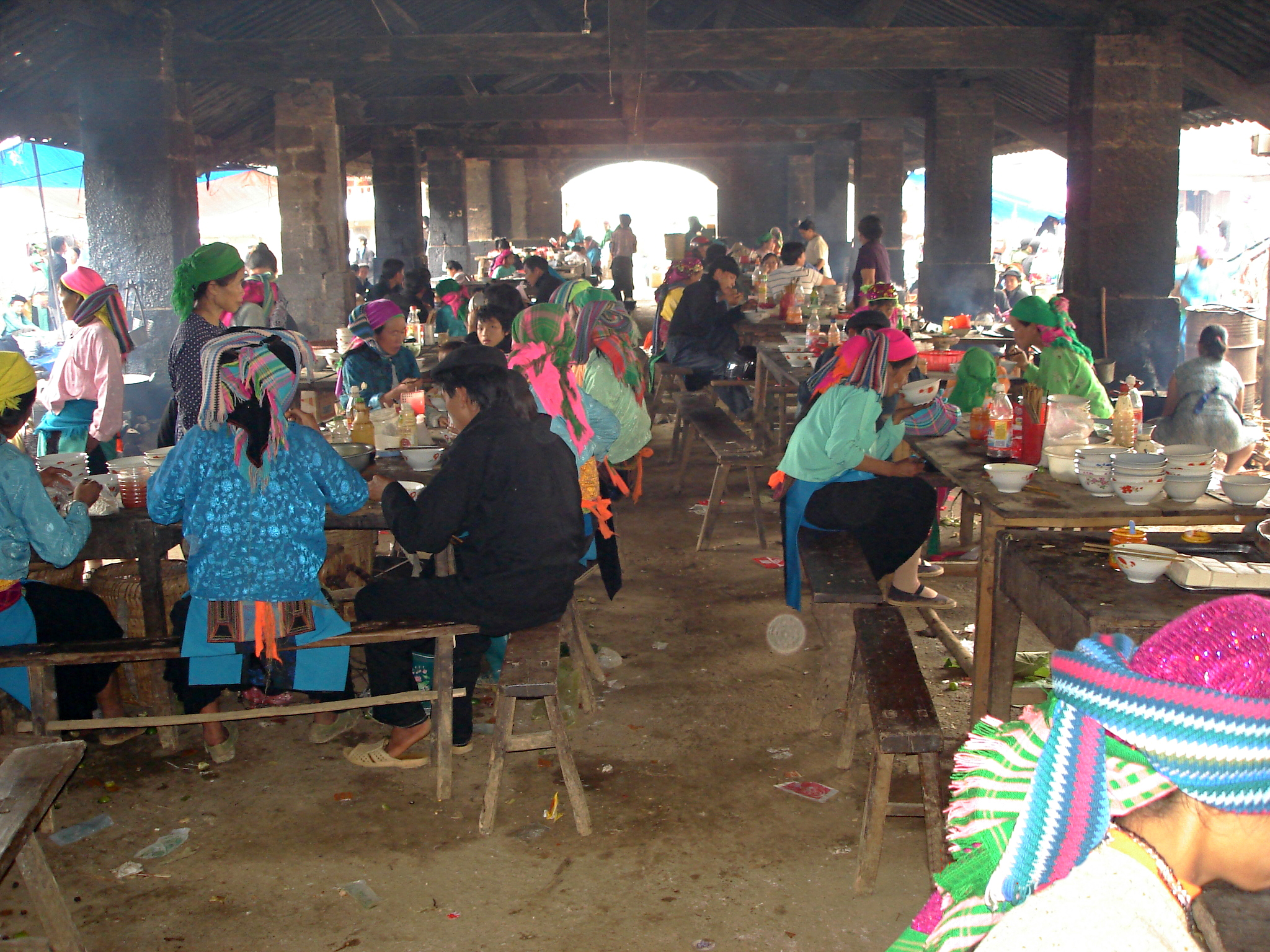
Mittagessen im Markthallenkoplex
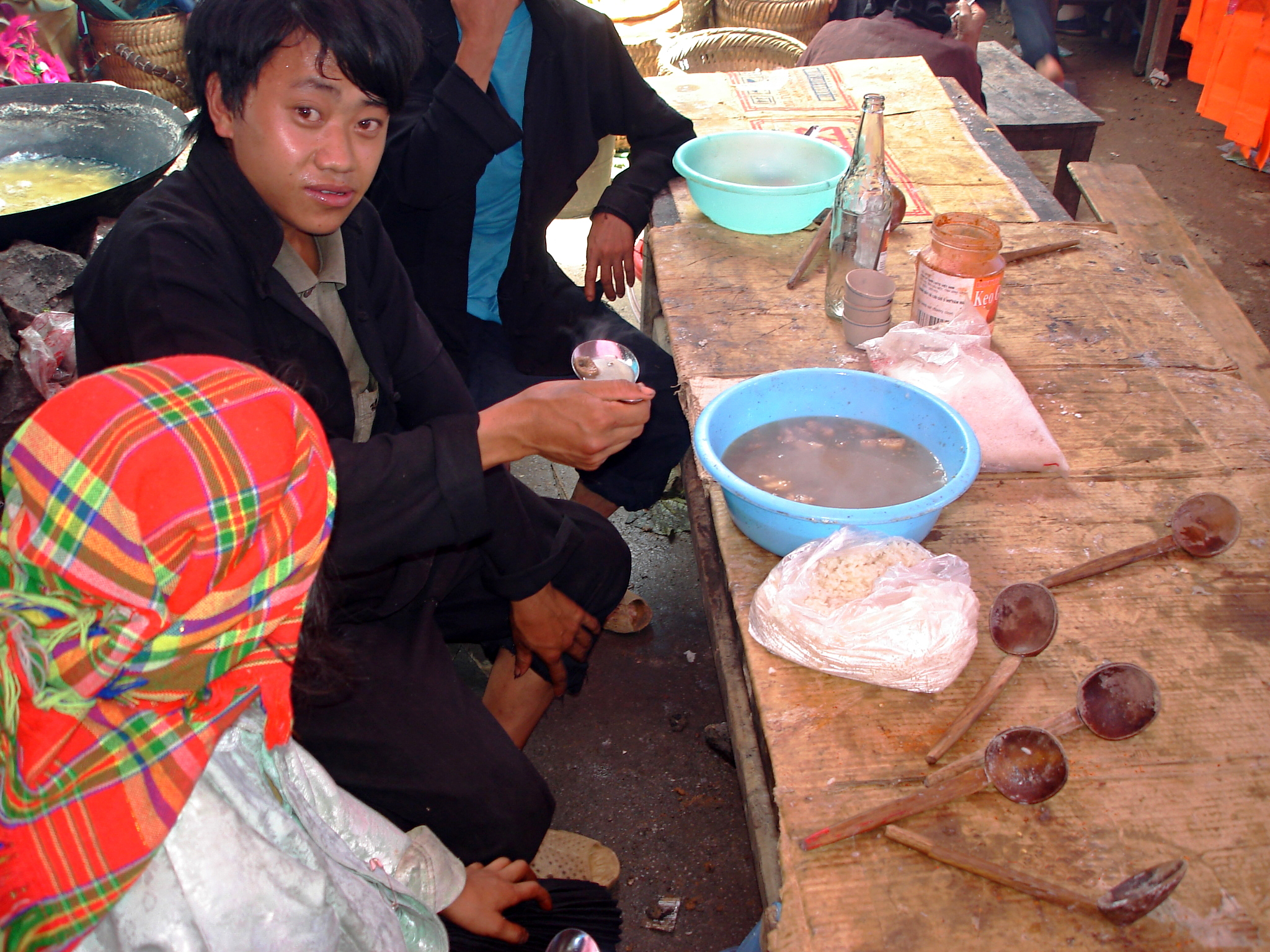
Suppe aus Pferde-Innereien aus einer Plastikschüssel
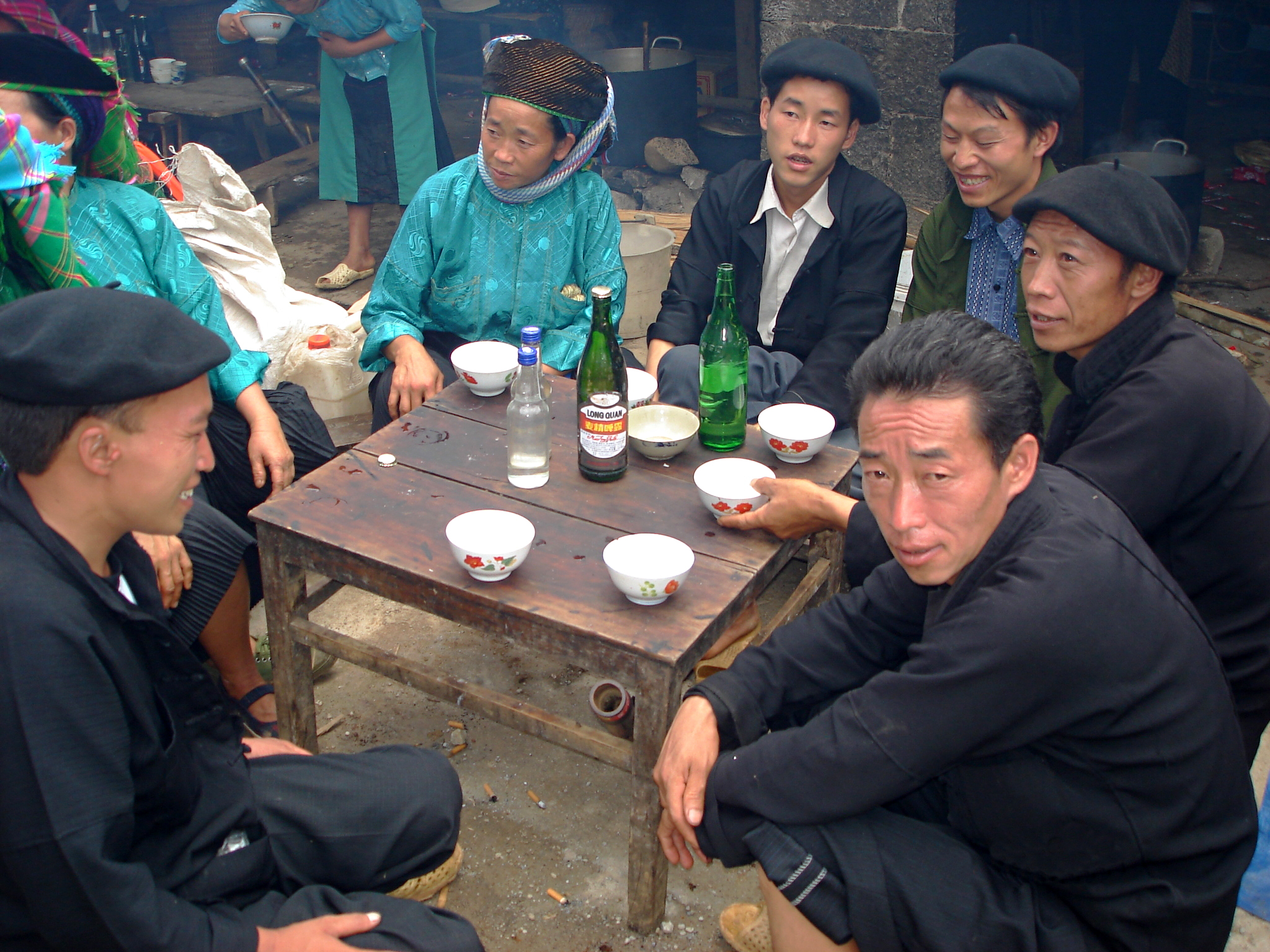
Gespräch unter Hmong-Männern